# Da Lat

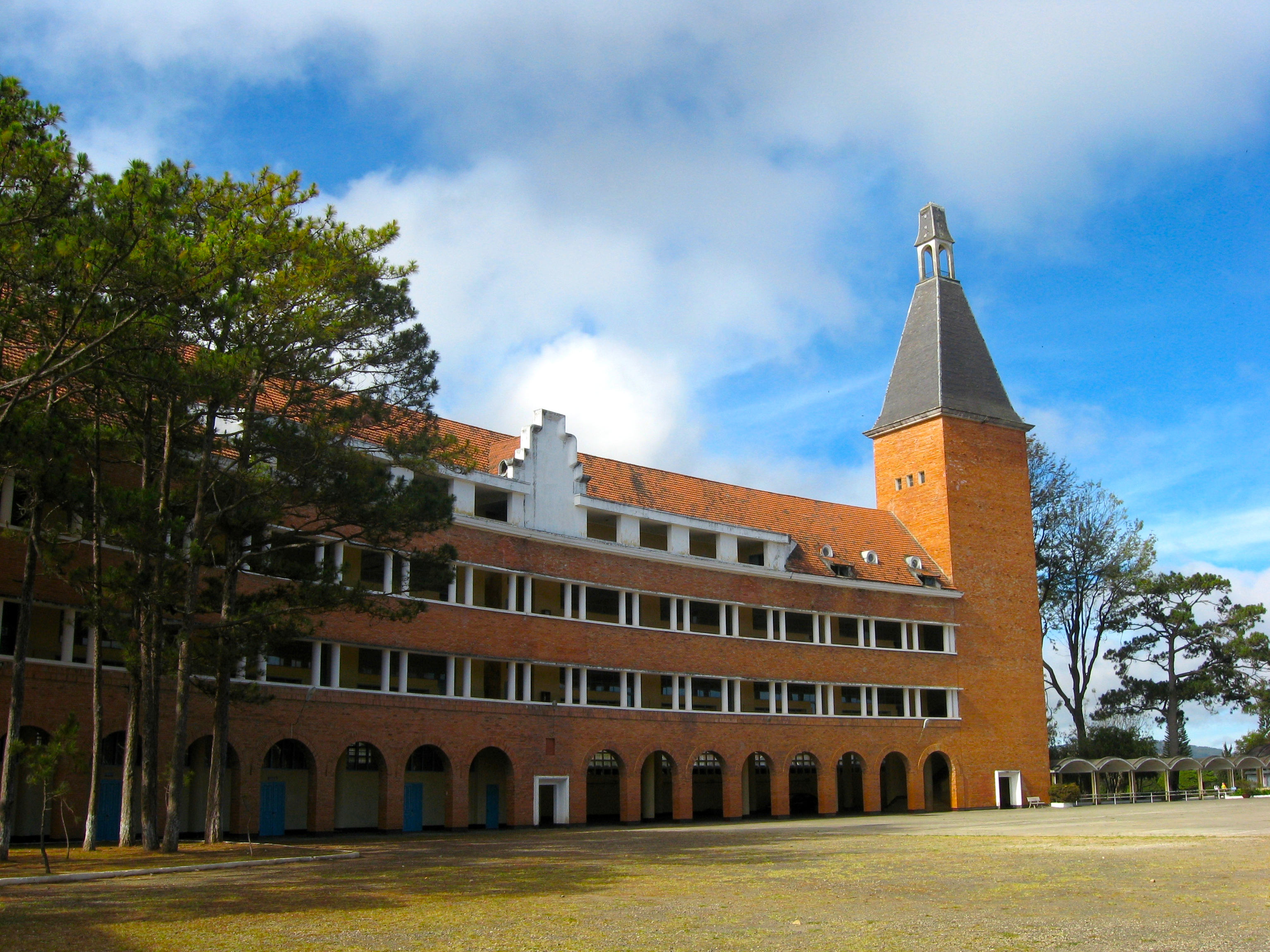
Da Lat

Da Lat (vietnamsky Đà Lạt) je hlavní město provincie Lam Dong ve Vietnamu. Leží 1300 kilometrů jižně od Hanoje a 310 kilometrů severovýchodně od Ho Či Minova Města, 26 km jižně od města leží letiště Lien Khuong.

## Statistiky města
Město má rozlohu 393,54 hektaru a 206 105 obyvatel. Žijí zde převážně Vietnamci.

## Historie
Zakladatelem města byl francouzsko-švýcarský lékař a bakteriolog Alexandre Yersin, spolupracovník Louise Pasteura. Yersin, který žil od roku 1891 ve městě Nha Trang, přišel do těchto míst poprvé v roce 1893 v rámci svých cest po středovietnamské vysočině. Lokalitu, kde se dnes nachází Da Lat, pak doporučil francouzskému generálnímu guvernérovi tehdejší kolonie Kočinčína Paulu Doumerovi jako vhodnou k vybudování horského letoviska.

### Francouzská éra
Během 90. let 19. století průzkumníci v oblasti (včetně známého bakteriologa Alexandra Yersina, chráněnce proslulého francouzského chemika Louise Pasteura), která byla tehdy součástí francouzské kolonie Kočinčína, požádali francouzského generálního guvernéra Paula Doumera, aby vytvořil letovisko na vysočině a guvernér souhlasil. Původním zamýšleným místem pro horskou stanici byla Dankia, ale Étienne Tardif, člen expedice na stavbu silnic v letech 1898–1899, navrhl místo toho současné místo. V roce 1907 byl postaven první hotel. Urbanistické plánování provedl Ernest Hébrard.
Mnoho Evropanů cestovalo do Da Latu, aby uniklo před horkem v nižších pobřežních oblastech a deltě Mekongu. 
Francouzi město obdařili vilami a bulváry a jeho švýcarský půvab přetrvává dodnes. Hébrard zahrnul nezbytný zdravotní komplex, golfové hřiště, parky, školy a domy, ale žádný průmysl. Ještě v roce 1969 existovalo dědictví internátních škol, kde děti z celé Indočíny vyučovali francouzští kněží, jeptišky a emigranti. V roce 1929 založila Křesťanská a misionářská aliance školu, která se později kvůli válce ve Vietnamu krátce přestěhovala do Bangkoku v Thajsku a od 70. let 20. století sídlí v Penangu v Malajsii. Existovaly jezuitské semináře (například Papežská kolej Pia X.) i jiné řády.
Ve 20. a 30. letech 20. století se uvažovalo o tom, že by se Da Lat stal „letním hlavním městem“, „správním hlavním městem“ a „federálním hlavním městem“ Francouzské Indočíny. Během druhé světové války tento projekt podporoval generální guvernér Jean Decoux (r. 1940-1945).

### Jihovietnamská éra
Jihovietnamská národní vojenská akademie absolvovala svou první třídu budoucích vůdců v roce 1950. Na letišti Cam Ly byla také letecká škola.
V polovině 50. let 20. století založila vietnamská skautská asociace v Da Latu své národní výcvikové středisko.
Jediné větší zapojení Da Latu do války ve Vietnamu bylo během ofenzivy Tet v roce 1968. Od 31. ledna do 9. února 1968 probíhaly urputné boje. Většina bojů probíhala mezi Jihovietnamskými/Americkými jednotkami MP umístěnými v Da Latu a jednotkami Việt Cộng (VC). Během sporadických, přesto intenzivních bitev se mezi nimi střídaly porážky a vítězství.

### Komunistický Vietnam
Jižní Vietnam se nakonec dostal pod komunistickou nadvládu a byl sloučen s Vietnamskou demokratickou republikou, kde byla vybudována Vietnamská socialistická republika, která spolu se zbytkem země prošla také reformami Đổi Mới.
Během komunistické éry Vietnamu (Vietnamské socialistické republiky) byla místa jako Da Lat, Hoi An a Da Nang pravidelně považována za jedny z nejromantičtějších turistických míst ve Vietnamu. Da Lat se také stal centrem jaderného výzkumu a biotechnologií.

## Klima
Da Lat má díky své nadmořské výšce (1500 m n. m.) příjemné klima; proto je mu občas přezdíváno „město věčného jara“. Teploty se zpravidla pohybují mezi 18–25 °C, nejvyšší zaznamenaná teplota je 27 °C, nejnižší 6,5 °C.
Přilehlá údolí jsou téměř po celý rok zahalena mlhou. Mírné podnebí je také ideálním místem pro zemědělství. Da Lat je proslulý pěstováním orchidejí, růží, zeleniny a ovoce. V regionu se rozvíjí vinařství a pěstování květin.
V Da Latu se střídají dvě roční období. Období dešťů trvá od května do října a období sucha od listopadu do dubna následujícího roku.

## Vzdělání
- Dalat University (Trường Đại học Đà Lạt)
- Yersin University (Trường Đại học Yersin Đà Lạt)
- The Pedagogical College of Da Lat (Trường Cao đẳng Sư phạm Đà Lạt)
- Ho Chi Minh City University of Architecture – Đà Lạt Campus (Trường Đại học Kiến trúc TP.HCM – Phân hiệu Đà Lạt)

## Architektura

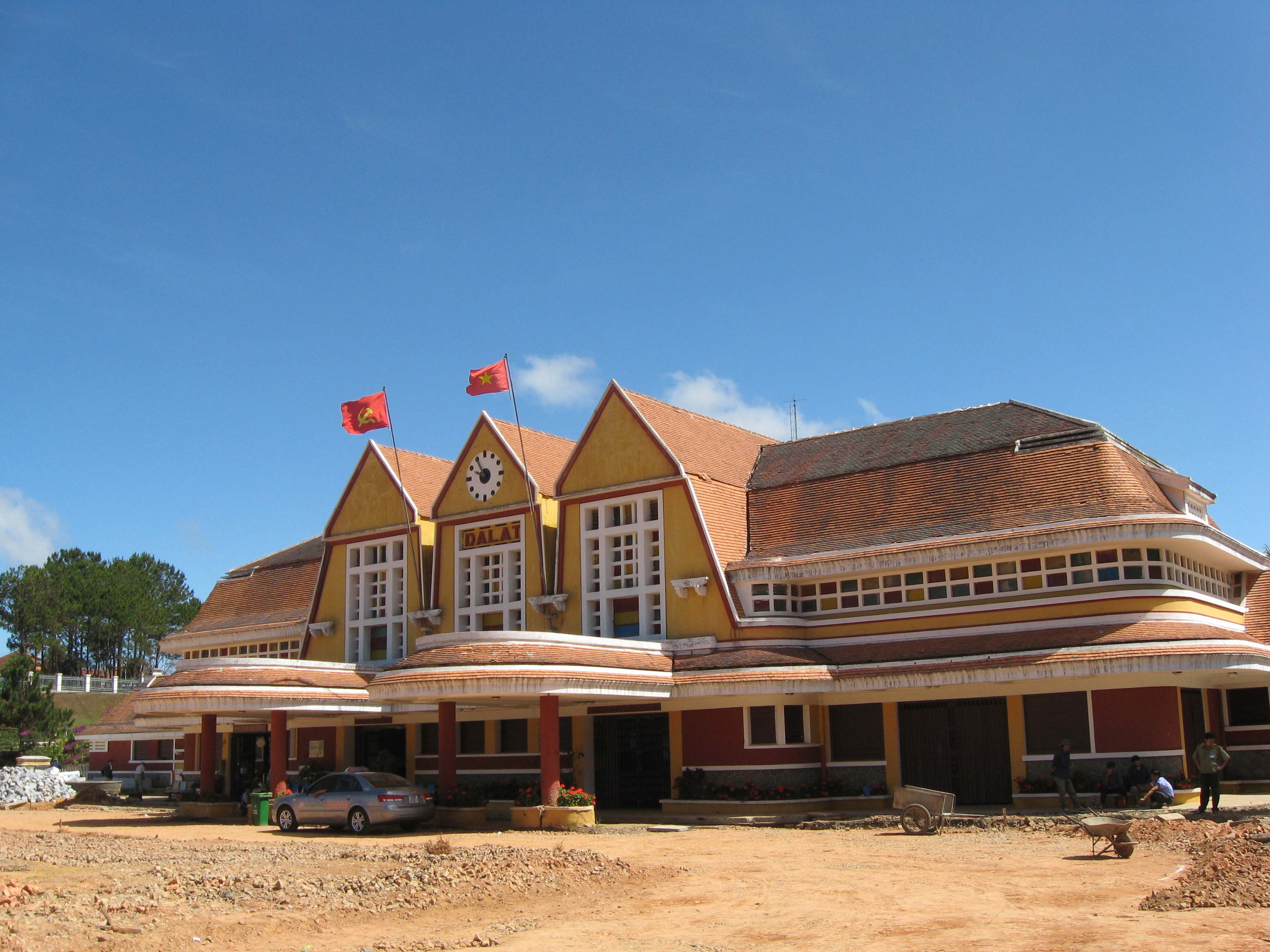
Železniční stanice Da Lat ovlivněna francouzským stylem.

Architektura Da Latu byla v koloniálním období ovlivněna především francouzským stylem. Železniční stanice Da Lat, postavená v roce 1938, byla navržena v architektonickém stylu Art deco francouzskými architekty Moncetem a Reveronem, ačkoli obsahuje vysoké špičaté střechy charakteristické pro komunální budovy Cao Nguyen ve vietnamské střední vysočina. Tři štíty představují Art deco verzi normandského nádraží Trouville-Deauville. Díky svému jedinečnému designu – střechám, klenutému stropu a barevným skleněným oknům – bylo nádraží v roce 2001 uznáno za národní historickou památku.

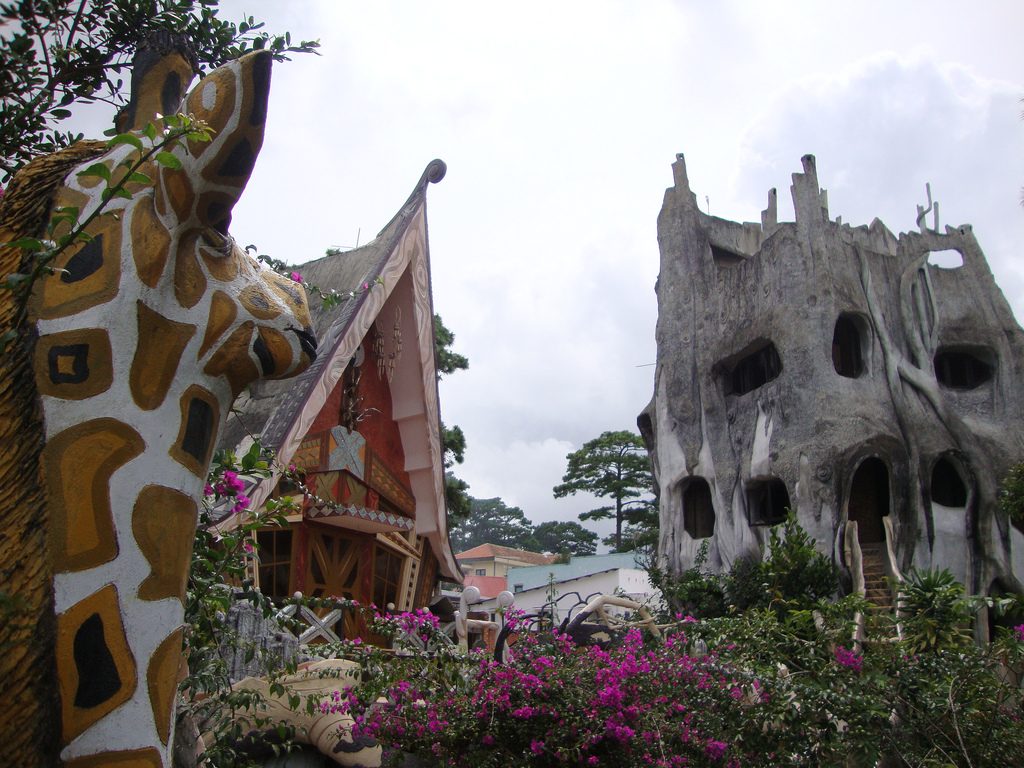
Penzion Hằng Nga je vyzdoben organickými prvky.

Za zmínku stojí zejména netradiční architektura penzionu Hằng Nga, lidově nazývaného „Bláznivý dům“. Jeho celkový design, popisovaný jako „pohádkový dům“, připomíná obří banyán a zahrnuje sochařské prvky představující přírodní formy, jako jsou zvířata, houby, pavučiny a jeskyně. Jeho architektura tvořená složitými, organickými, nepřímočarými tvary, je označována za expresionistickou. Její autor, vietnamský architekt Dang Viet Nga (známý také jako Hằng Nga), který získal doktorát z architektury na Moskevské státní univerzitě, přiznal, že se při navrhování budovy inspiroval katalánským španělským architektem Antoni Gaudím. Návštěvníci penzion různě srovnávají s díly umělců, jako je Salvador Dalí nebo Walt Disney. Od svého otevření v roce 1990 budova získala uznání díky své jedinečné architektuře, na kterou upozorňují četní průvodci a kterou čínský deník People's Daily zařadil mezi deset nejbizarnějších staveb světa. Ačkoli komplex na první pohled působí zábavně, jeho dojem kazí stavební suť a domovní odpad za fasádami spolu s opomenutím důležitých otázek bezpečnosti.
Da Lat je známý také díky sérii tří sídel posledního vietnamského císaře. První sídlo postavil v roce 1940 francouzský milionář Robert Clément Bourgery a v roce 1949 ho koupil císař Bao Dai. Až do roku 1975 sloužilo jako letní sídlo prezidenta Ngo Dinh Diema a následujících prezidentů Vietnamské republiky. Druhé sídlo bylo postaveno v roce 1933 jako letní sídlo guvernéra Francouzské Indočíny Jeana Decouxe. Třetí sídlo postavené v letech 1933-1938 bylo sídlem císaře Bao Daie a jeho rodiny. Sídlo nese prvky typické pro evropský styl, v jeho přední části i na dvorku se nachází květinové zahrady. Třetí sídlo je v současné době otevřeno pro turisty, kteří chtějí nahlédnout do doby, kdy v něm královna Nam Phuong pobývala.

## Festivaly
- Dalat Flower Festival (Festival Hoa Đà Lạt)
- Dalat Tea Culture Week (Tuần lễ văn hóa Trà Đà Lạt)
- Cherry Blossom Festival (Lễ hội Hoa Anh Đào)
- "Đồi cỏ hồng" Festival
- Rain Festival (Lễ hội Mưa)
- Gong Festival (Lễ hội Cồng chiêng)

## Turismus
Da Lat patří mezi nejznámější turistická města Vietnamu a každoročně přiláká více než 1,5 milionu návštěvníků, z toho přibližně 300 000 ze zahraničí.

### Oblíbená turistická místa:
- Xuan Huong Lake
- Lam Vien Square
- Hoa Binh Walking Town (Hoa Binh Area)
- The Pedagogical College of Da Lat
- Dalat Center Market
- Da Lat Railway Station
- The Palace of Bao Dai King
- Clay Tunnel of Da Lat
- Tuyen Lam Lake
- Smurf Village (Làng Xì Trum)
- Truc Lam Monastery
- Hang Nga guesthouse
- Linh Sơn Pagoda
- Dalat Flowers Garden
- Dalat Cathedral (Chicken Church)
- Domaine de Marie
- Valley of Love
- Dreamlike Hill (Mộng Mơ Hill)
- Langbiang Peak
- Prenn Waterfall
- Golden Stream Lake (Suối Vàng)
- The Maze Bar
- Vuon Yen Coffee
- Vinh Tien Tea & Wine Company
- Vu Thi Village
- Dalat Heaven Gate
- Linh Quy Phap An Pagoda
- Infinite Lake (Vô Cực Lake)
- Zoodoo Garden
- Flowers Garden and Coffee (F. Garden)
- Minions Themed Village

## Galerie

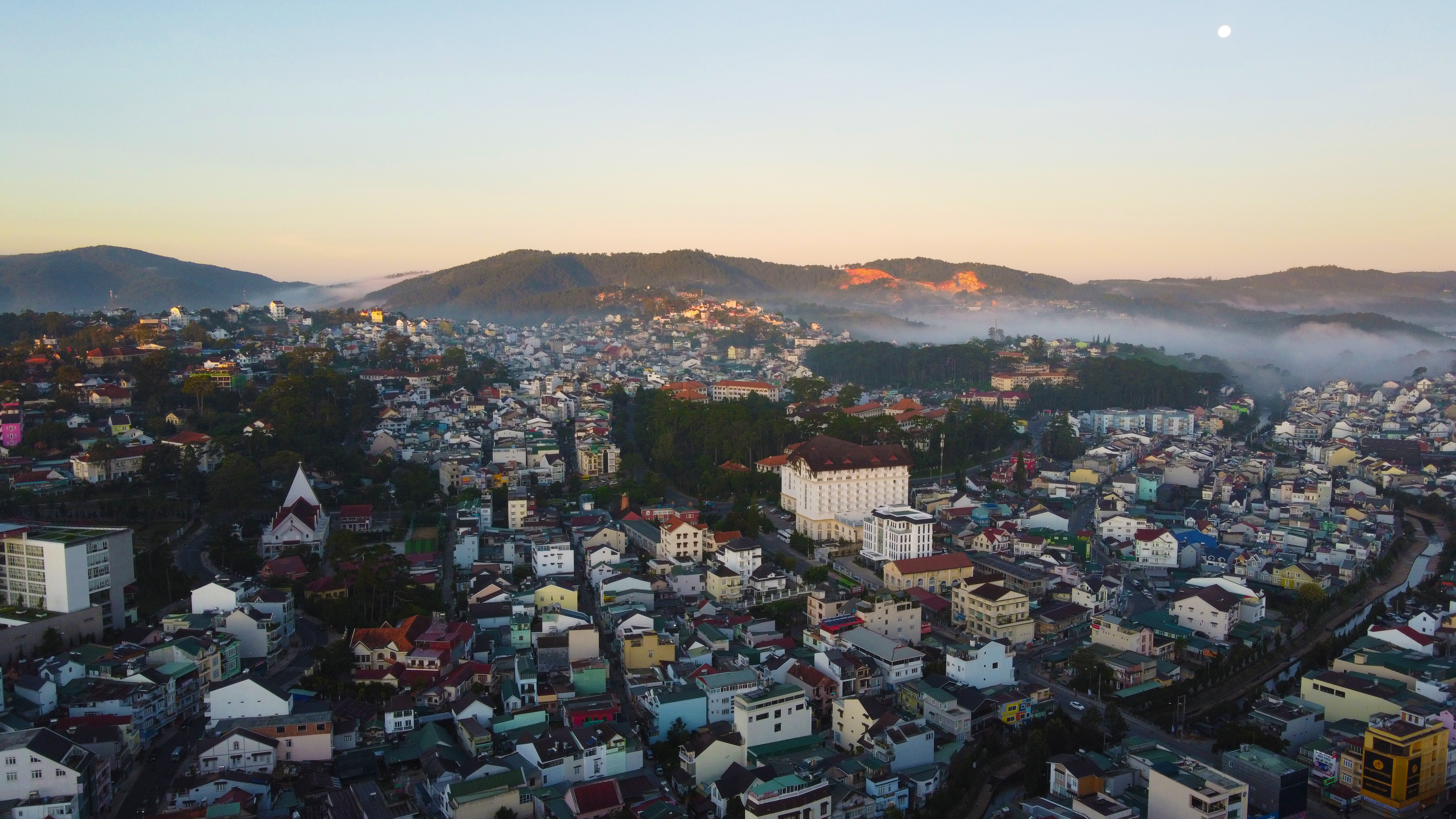
Da Lat - Viet Nam
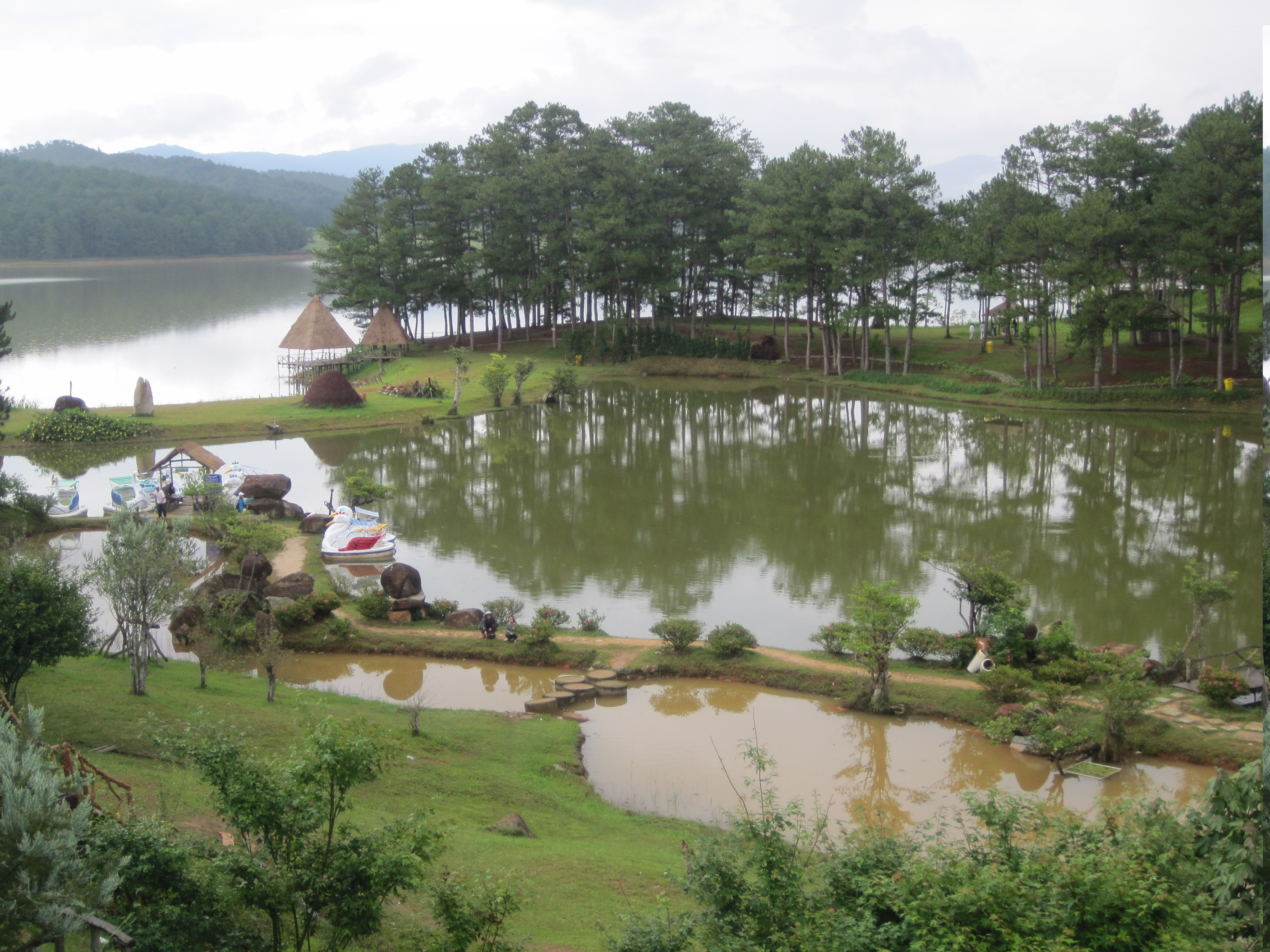
Golden Valley v ranní mlze
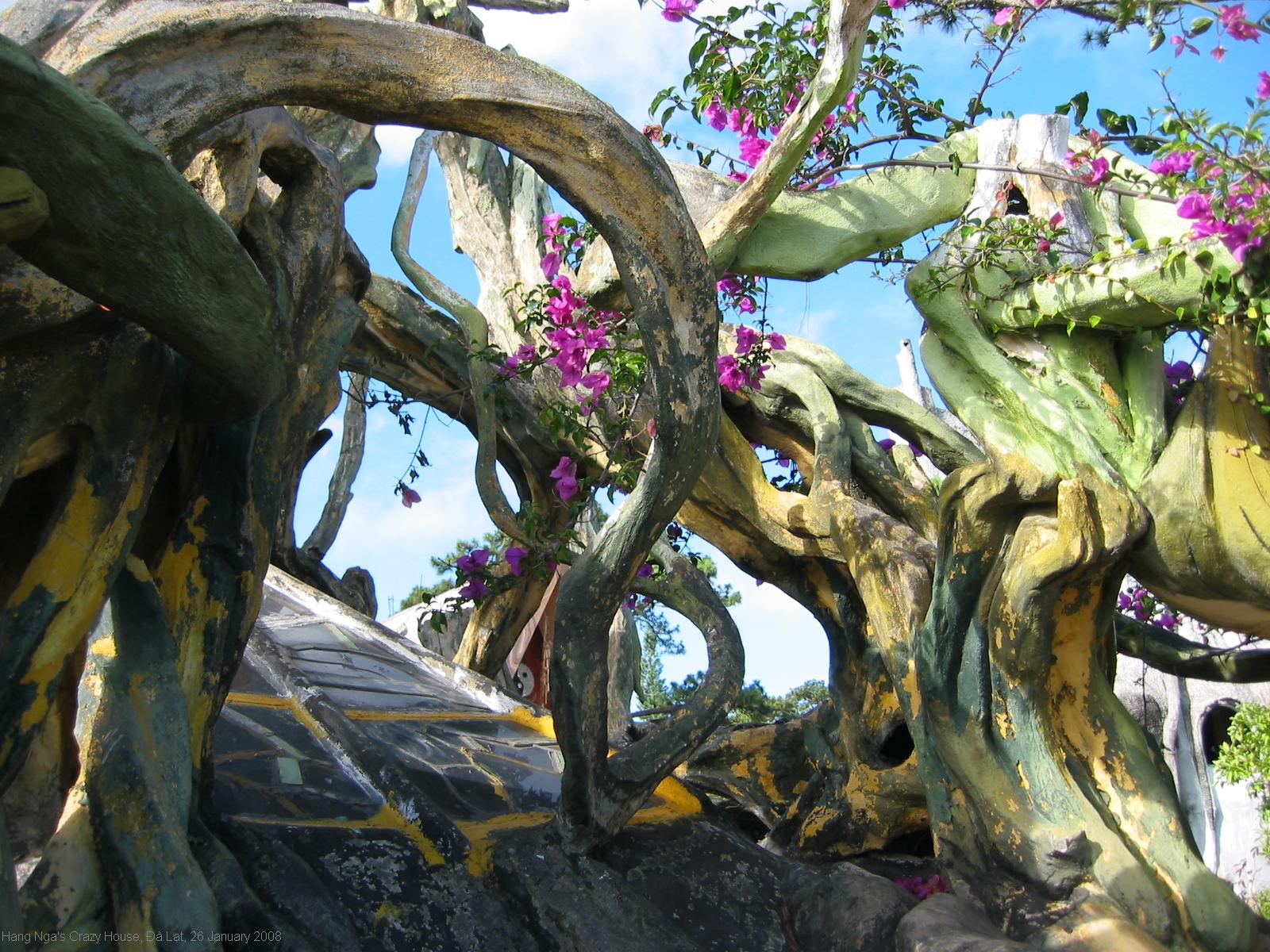
Penzion Hang Nga
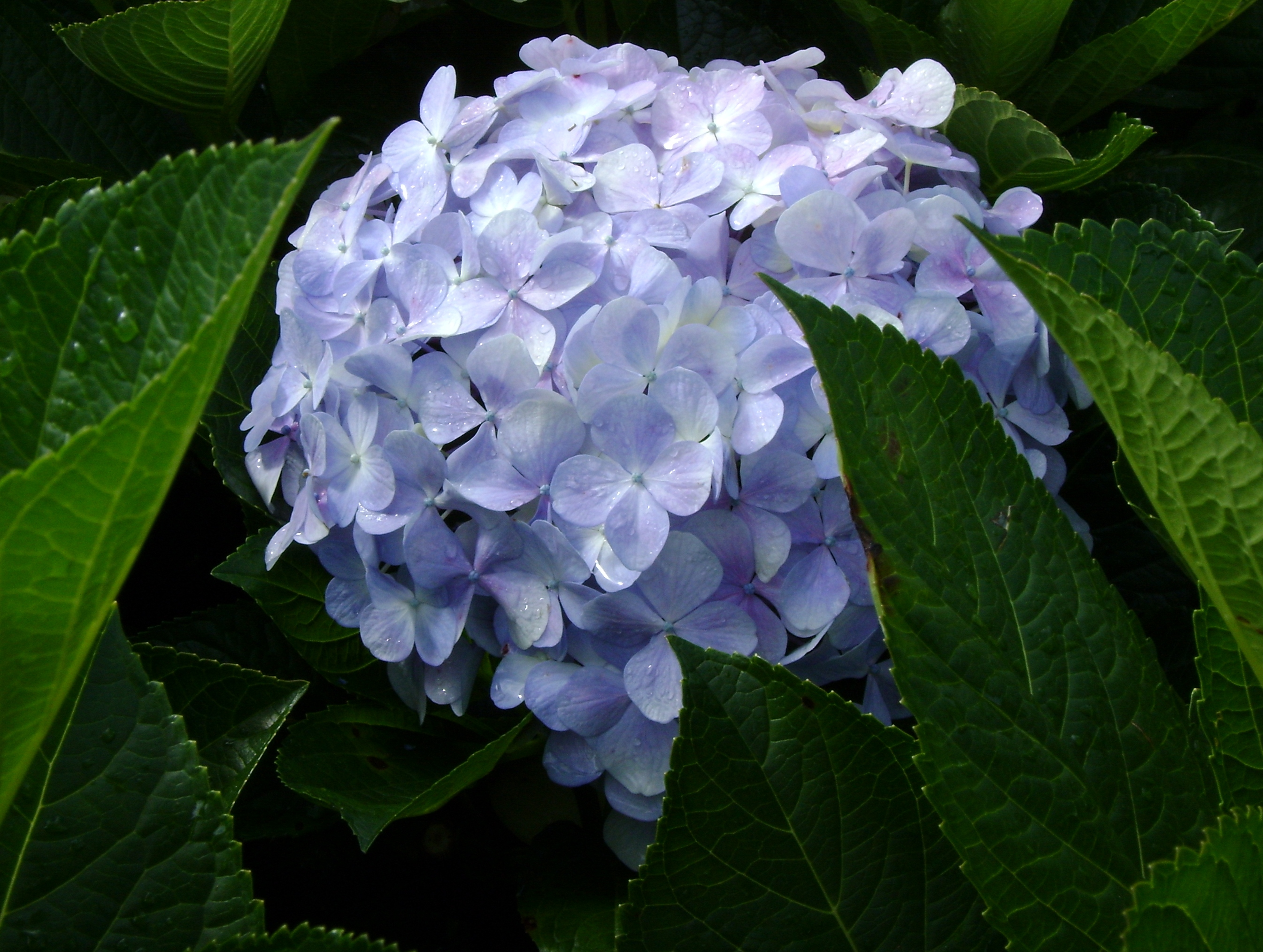
Květ hortenzie v Da Latu